# 兖州天主圣神主教座堂
兖州天主圣神主教座堂原位于山东省兖州城内西南，是一座大型哥特式天主教堂。

## 历史沿革
1885年12月，德国圣言会神父安治泰成为山东的南境教区主教，起初主教座堂位于阳谷县坡里庄。次年他计划将主教座堂迁到兖州府城，遭到当地乡绅的激烈反对。直到11年后的1897年巨野教案之后，才得以营建兖州天主教堂，到1899年建成大圣堂（天主圣神堂），天主教总堂由阳谷迁至兖州。此建筑群规模宏大，占地面积83646.2平方米。53米长，18米宽，高21米，是全国屈指可数的大教堂之一。其建筑也很精美，有巨大的拱顶、高耸的塔楼，柱础雕花，飞檐、柱肋等用绿、红、黄色的釉砖装饰。设计者是爱尔列曼神父。
1966年文革开始，兖州主教座堂的大圣堂被毁。2001年3月，作为天主教堂使用的主教府被列为济宁市文物保护单位，2006年列入山东省文物保护单位。

## 建筑结构
主教府建于1901年，东西长40.3米，南北宽21.8米，高约15米。这所楼房装修华丽，用彩色瓷砖镶嵌拱肋，石柱础刻以精美的花纹，楼房内部和走廊顶部都做成穹窿顶式藻井。以前的两间餐厅现在作为教堂使用，相当狭小。